# Sušice
Sušice é uma cidade checa localizada na região de Plzeň, distrito de Klatovy.

## Galeria

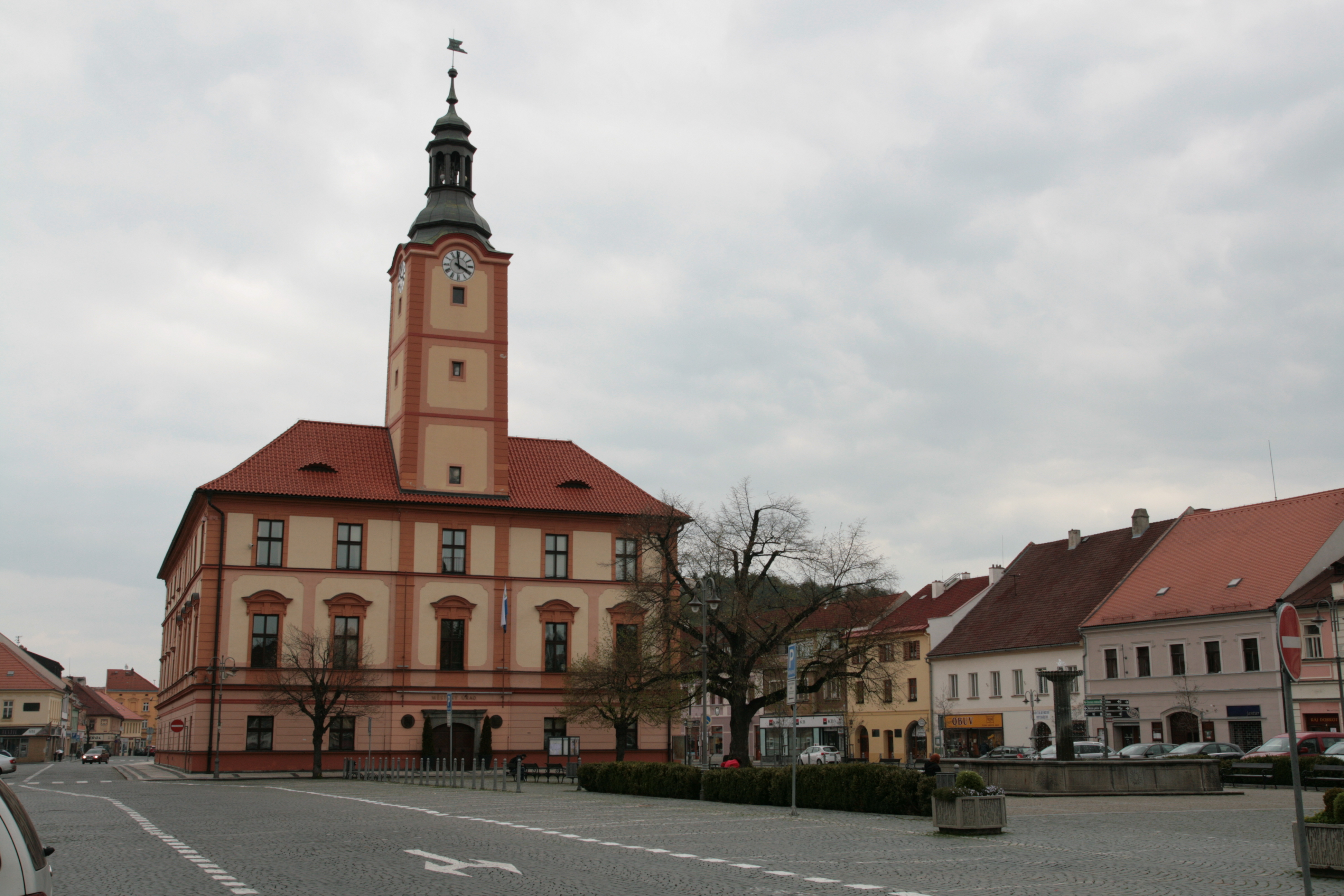
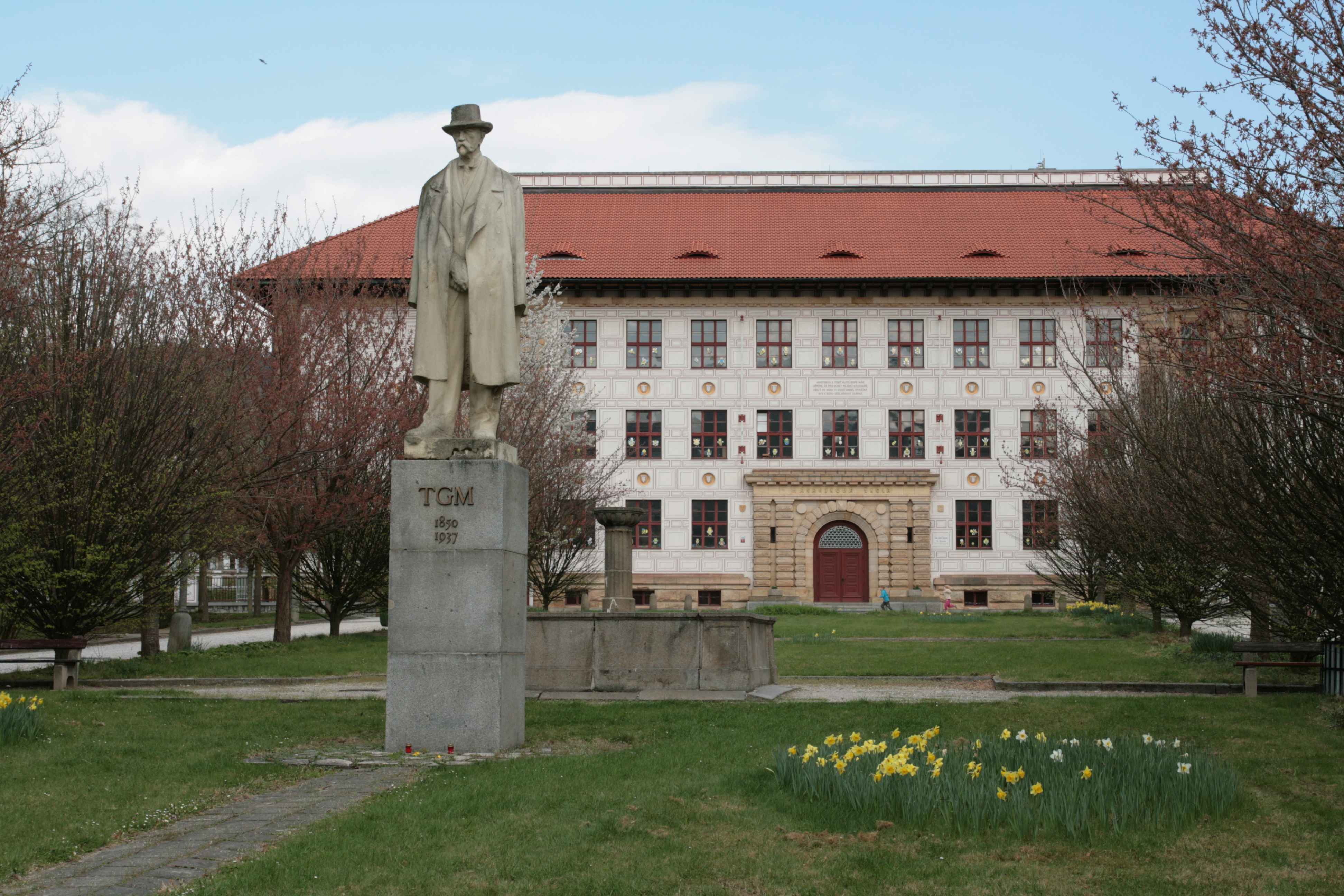
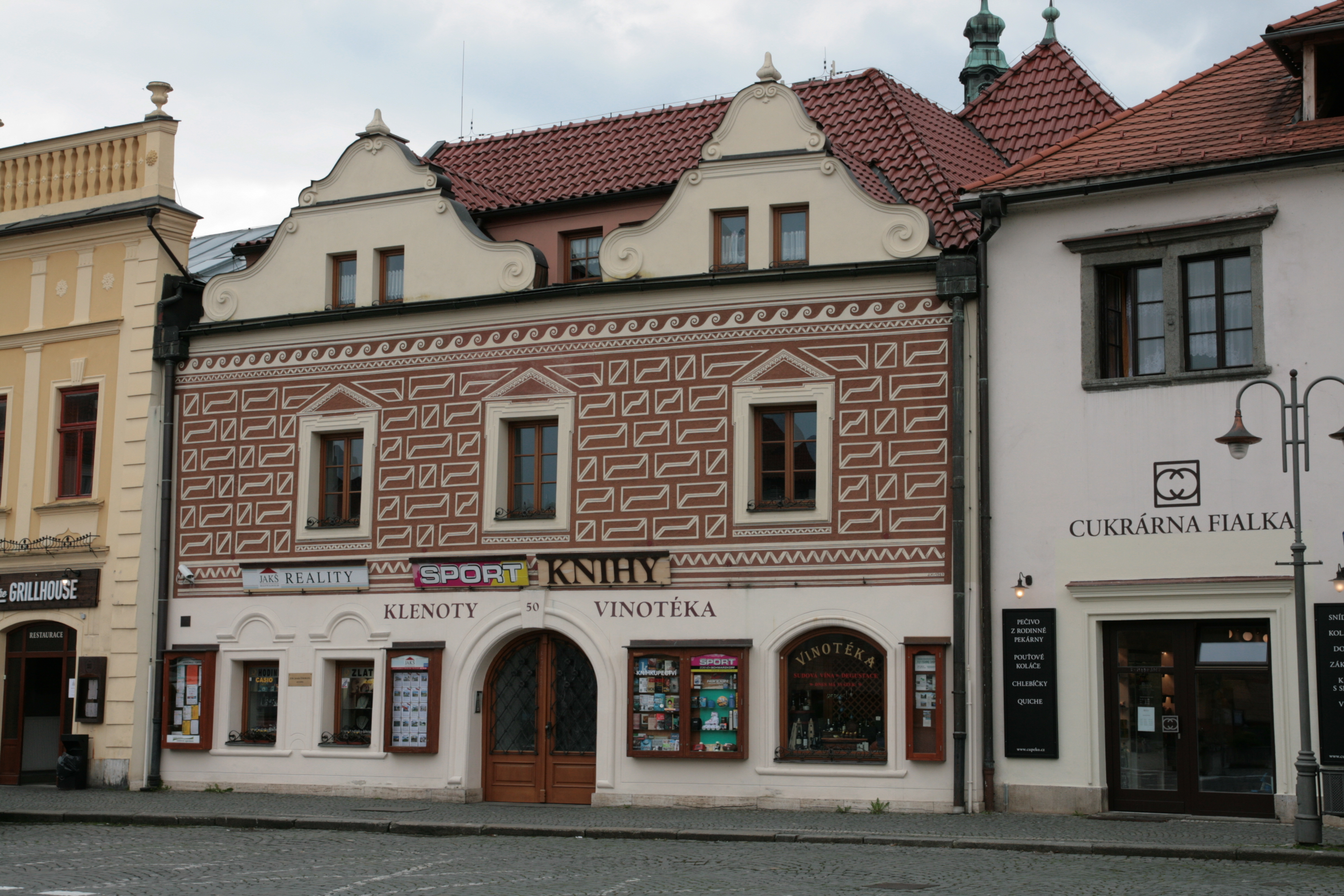